# Municipio de Marengo (Míchigan)
El municipio de Marengo (en inglés: Marengo Township) es un municipio ubicado en el condado de Calhoun en el estado estadounidense de Míchigan. En el año 2010 tenía una población de 2213 habitantes y una densidad poblacional de 23,92 personas por km².

## Geografía
El municipio de Marengo se encuentra ubicado en las coordenadas 42°17′34″N 84°52′34″O / 42.29278, -84.87611. Según la Oficina del Censo de los Estados Unidos, el municipio tiene una superficie total de 92.5 km², de la cual 90.74 km² corresponden a tierra firme y (1.9%) 1.76 km² es agua.

## Demografía
Según el censo de 2010, había 2213 personas residiendo en el municipio de Marengo. La densidad de población era de 23,92 hab./km². De los 2213 habitantes, el municipio de Marengo estaba compuesto por el 96.48% blancos, el 0.68% eran afroamericanos, el 0.18% eran amerindios, el 0.23% eran asiáticos, el 0.05% eran isleños del Pacífico, el 0.77% eran de otras razas y el 1.63% pertenecían a dos o más razas. Del total de la población el 2.94% eran hispanos o latinos de cualquier raza.